# Sonja Reichart
Sonja Reichart (* 2. November 1964 in Immenstadt im Allgäu) ist eine ehemalige deutsche Freestyle-Skier. Sie war 1988 und 1994 Teilnehmerin der Olympischen Spiele.

## Leben
Beim Freestyle-Skiing-Weltcup 1986/87 nahm Sonja Reichart teil und erreichte mit 67 Punkte die Goldmedaille. Beim Freestyle-Skiing-Weltcup 1987/88 erlangte Reichart 71 Punkte, was ihr die Silbermedaille einbrachte. Der Freestyle-Skiing-Weltcup 1988/89 brachte 77 Punkte, was für Reichart die Silbermedaille bedeutete. Beim Freestyle-Skiing-Weltcup 1989/90 holte sie sich 72 Punkte und die Goldmedaille. Beim Freestyle-Skiing-Weltcup 1993/94 kam sie in der Endwertung nicht unter den ersten fünf.
Sie nahm an den Olympischen Winterspielen 1988 in Calgary im Freestyle-Skiing teil, Freestyle-Skiing war bei diesen Winterspielen noch eine Demonstrationssport. Dieser Wettbewerb war gleichzeitig die Freestyle-Skiing-Weltmeisterschaft. Bei der Disziplin Springen/Aerials belegte sie mit 267,03 Punkten den zweiten Platz und gewann Silber. Bei den Freestyle-Skiing-Weltmeisterschaften 1989 in Oberjoch erhielt sie jeweils die Silbermedaille für Springen/Aerials. Bei den Frauen gewann sie 1990 den Subaru-Weltcup im Freestyle-Wettbewerb in Lake Placid.
Sie nahm an den Olympischen Winterspielen 1994 in Lillehammer im Freestyle-Skiing teil. Bei der Disziplin Springen/Aerials belegte sie mit 38,00 Punkten den 22. Platz.